# Élections cantonales de 2004 dans le Cantal
Les élections cantonales ont eu lieu les 21 et 28 mars 2004.
Lors de ces élections, 14 des 27 cantons du Cantal ont été renouvelés. Elles ont vu la reconduction de la majorité UMP dirigée par Vincent Descœur, président du conseil général depuis 2001.

## Résultats à l’échelle du département
Répartition départementale des résultats (2e tour).
- PS (35,61 %)
- DVG (10,19 %)
- UMP (21,65 %)
- DVD (32,54 %)

| Étiquette      | Étiquette                          | Premier tour | Premier tour | Second tour | Second tour | Sièges |
| Étiquette      | Étiquette                          | Voix         | %            | Voix        | %           | Sièges |
| -------------- | ---------------------------------- | ------------ | ------------ | ----------- | ----------- | ------ |
|                | Divers gauche                      | 5 748        | 13,60        | 1 058       | 10,19       | 2      |
|                | Parti socialiste                   | 5 279        | 12,49        | 3 696       | 35,61       | 1      |
|                | Parti communiste français          | 1 999        | 4,73         |             |             |        |
|                | Les Verts                          | 574          | 1,36         |             |             |        |
|                | Extrême gauche                     | 25           | 0,06         |             |             |        |
| Gauche         | Gauche                             | 13 625       | 32,24        | 4 754       | 45,80       | 3      |
|                |                                    |              |              |             |             |        |
|                | Union pour un mouvement populaire  | 15 528       | 36,74        | 2 247       | 21,65       | 6      |
|                | Divers droite                      | 11 473       | 27,15        | 3 377       | 32,54       | 5      |
|                | Union pour la démocratie française | 190          | 0,45         |             |             |        |
|                | Front national                     | 1 295        | 3,06         |             |             |        |
| Droite         | Droite                             | 28 486       | 67,40        | 5 624       | 54,19       | 11     |
|                |                                    |              |              |             |             |        |
|                | Divers                             | 154          | 0,36         |             |             |        |
|                |                                    |              |              |             |             |        |
| Inscrits       | Inscrits                           | 63 970       | 100,00       | 15 179      | 100,00      |        |
| Abstention     | Abstention                         | 19 378       | 30,29        | 4 342       | 28,61       |        |
| Votants        | Votants                            | 44 592       | 69,71        | 10 837      | 71,39       |        |
| Blancs et nuls | Blancs et nuls                     | 2 327        | 5,22         | 459         | 4,24        |        |
| Exprimés       | Exprimés                           | 42 265       | 94,78        | 10 378      | 95,76       |        |

## Résultats par canton

### Canton d'Arpajon-sur-Cère
| Candidats      | Candidats           | Étiquette      | Premier tour | Premier tour | Second tour | Second tour |
| Candidats      | Candidats           | Étiquette      | Voix         | %            | Voix        | %           |
| -------------- | ------------------- | -------------- | ------------ | ------------ | ----------- | ----------- |
|                | Jean-Pierre Delpont | DVD            | 1 922        | 43,77        | 2 510       | 53,55       |
|                | Yves Coussain*      | UMP            | 1 045        | 23,80        | 780         | 16,64       |
|                | Roland Bray         | PS             | 978          | 22,27        | 1 397       | 29,81       |
|                | Patrick Perrier     | PCF            | 446          | 10,16        |             |             |
|                |                     |                |              |              |             |             |
| Inscrits       | Inscrits            | Inscrits       | 6 490        | 100,00       | 6 490       | 100,00      |
| Abstention     | Abstention          | Abstention     | 1 933        | 29,78        | 1 684       | 25,95       |
| Votants        | Votants             | Votants        | 4 557        | 70,22        | 4 806       | 74,05       |
| Blancs et nuls | Blancs et nuls      | Blancs et nuls | 166          | 3,64         | 119         | 2,48        |
| Exprimés       | Exprimés            | Exprimés       | 4 391        | 96,36        | 4 687       | 97,52       |

*sortant

### Canton d'Aurillac-1
| Candidats      | Candidats          | Étiquette      | Premier tour | Premier tour | Second tour | Second tour |
| Candidats      | Candidats          | Étiquette      | Voix         | %            | Voix        | %           |
| -------------- | ------------------ | -------------- | ------------ | ------------ | ----------- | ----------- |
|                | Alain Calmette*    | PS             | 1 436        | 40,67        | 2 299       | 61,05       |
|                | Nicole Moissinac   | UMP            | 754          | 21,35        | 1 467       | 38,95       |
|                | Yves Raoul         | DVD            | 377          | 10,68        |             |             |
|                | Michel Leron       | PCF            | 316          | 8,95         |             |             |
|                | Hélène Levet       | Verts          | 276          | 7,82         |             |             |
|                | Bernard Gambini    | UDF            | 190          | 5,38         |             |             |
|                | Thierry Krzeminski | FN             | 182          | 5,15         |             |             |
|                |                    |                |              |              |             |             |
| Inscrits       | Inscrits           | Inscrits       | 6 176        | 100,00       | 6 177       | 100,00      |
| Abstention     | Abstention         | Abstention     | 2 416        | 39,12        | 2 149       | 34,79       |
| Votants        | Votants            | Votants        | 3 760        | 60,88        | 4 028       | 65,21       |
| Blancs et nuls | Blancs et nuls     | Blancs et nuls | 229          | 6,09         | 262         | 6,50        |
| Exprimés       | Exprimés           | Exprimés       | 3 531        | 93,91        | 3 766       | 93,50       |

*sortant

### Canton de Champs-sur-Tarentaine-Marchal
| Candidats      | Candidats           | Étiquette      | Premier tour | Premier tour | Second tour | Second tour |
| Candidats      | Candidats           | Étiquette      | Voix         | %            | Voix        | %           |
| -------------- | ------------------- | -------------- | ------------ | ------------ | ----------- | ----------- |
|                | Daniel Chevaleyre   | DVG            | 704          | 37,67        | 1 058       | 54,96       |
|                | Jean-Louis Pipereau | UMP            | 443          | 23,70        | Retrait     | Retrait     |
|                | Gérard Aimé         | DVD            | 395          | 21,13        | 455         | 23,64       |
|                | Alain Corona        | DVD            | 277          | 14,82        | 412         | 21,40       |
|                | Éric Faurot         | FN             | 50           | 2,68         |             |             |
|                |                     |                |              |              |             |             |
| Inscrits       | Inscrits            | Inscrits       | 2 512        | 100,00       | 2 512       | 100,00      |
| Abstention     | Abstention          | Abstention     | 570          | 22,69        | 509         | 20,26       |
| Votants        | Votants             | Votants        | 1 942        | 77,31        | 2 003       | 79,74       |
| Blancs et nuls | Blancs et nuls      | Blancs et nuls | 73           | 3,76         | 78          | 3,89        |
| Exprimés       | Exprimés            | Exprimés       | 1 869        | 96,24        | 1 925       | 96,11       |

### Canton de Chaudes-Aigues
| Candidats      | Candidats             | Étiquette      | Premier tour | Premier tour |
| Candidats      | Candidats             | Étiquette      | Voix         | %            |
| -------------- | --------------------- | -------------- | ------------ | ------------ |
|                | Madeleine Baumgartner | DVD            | 864          | 54,20        |
|                | Pierre Brousse*       | UMP            | 354          | 22,21        |
|                | Christian Reversat    | PS             | 252          | 15,81        |
|                | Christian Lamat       | DVG            | 86           | 5,40         |
|                | Alain Tourdes         | FN             | 38           | 2,38         |
|                |                       |                |              |              |
| Inscrits       | Inscrits              | Inscrits       | 2 149        | 100,00       |
| Abstention     | Abstention            | Abstention     | 512          | 23,83        |
| Votants        | Votants               | Votants        | 1 637        | 76,17        |
| Blancs et nuls | Blancs et nuls        | Blancs et nuls | 43           | 2,63         |
| Exprimés       | Exprimés              | Exprimés       | 1 594        | 97,37        |

*sortant

### Canton de Condat
| Candidats      | Candidats            | Étiquette      | Premier tour | Premier tour |
| Candidats      | Candidats            | Étiquette      | Voix         | %            |
| -------------- | -------------------- | -------------- | ------------ | ------------ |
|                | Jean-Claude Walchli* | UMP            | 1 030        | 58,49        |
|                | René Dief            | DVG            | 604          | 34,30        |
|                | Bernard Gaston       | DVD            | 127          | 7,21         |
|                |                      |                |              |              |
| Inscrits       | Inscrits             | Inscrits       | 2 788        | 100,00       |
| Abstention     | Abstention           | Abstention     | 947          | 33,97        |
| Votants        | Votants              | Votants        | 1 841        | 66,03        |
| Blancs et nuls | Blancs et nuls       | Blancs et nuls | 80           | 4,35         |
| Exprimés       | Exprimés             | Exprimés       | 1 761        | 95,65        |

*sortant

### Canton de Mauriac
| Candidats      | Candidats           | Étiquette      | Premier tour | Premier tour |
| Candidats      | Candidats           | Étiquette      | Voix         | %            |
| -------------- | ------------------- | -------------- | ------------ | ------------ |
|                | Gérard Leymonie*    | UMP            | 2 129        | 52,57        |
|                | Christian Pradeyrol | DVD            | 1 118        | 27,60        |
|                | Christophe Roussel  | DVG            | 511          | 12,62        |
|                | André Damprund      | PCF            | 292          | 7,21         |
|                |                     |                |              |              |
| Inscrits       | Inscrits            | Inscrits       | 6 224        | 100,00       |
| Abstention     | Abstention          | Abstention     | 1 985        | 31,89        |
| Votants        | Votants             | Votants        | 4 239        | 68,11        |
| Blancs et nuls | Blancs et nuls      | Blancs et nuls | 189          | 4,46         |
| Exprimés       | Exprimés            | Exprimés       | 4 050        | 95,54        |

*sortant

### Canton de Maurs
| Candidats      | Candidats          | Étiquette      | Premier tour | Premier tour |
| Candidats      | Candidats          | Étiquette      | Voix         | %            |
| -------------- | ------------------ | -------------- | ------------ | ------------ |
|                | François Vermande* | UMP            | 2 098        | 54,23        |
|                | Antoine Gimenez    | DVG            | 1 473        | 38,07        |
|                | Vincent Bessat     | Verts          | 298          | 7,70         |
|                |                    |                |              |              |
| Inscrits       | Inscrits           | Inscrits       | 5 366        | 100,00       |
| Abstention     | Abstention         | Abstention     | 1 303        | 24,28        |
| Votants        | Votants            | Votants        | 4 063        | 75,72        |
| Blancs et nuls | Blancs et nuls     | Blancs et nuls | 194          | 4,77         |
| Exprimés       | Exprimés           | Exprimés       | 3 869        | 95,23        |

*sortant

### Canton de Montsalvy
| Candidats      | Candidats          | Étiquette      | Premier tour | Premier tour |
| Candidats      | Candidats          | Étiquette      | Voix         | %            |
| -------------- | ------------------ | -------------- | ------------ | ------------ |
|                | Vincent Descoeur*  | UMP            | 2 084        | 77,59        |
|                | Patrick Carpentier | PS             | 602          | 22,41        |
|                |                    |                |              |              |
| Inscrits       | Inscrits           | Inscrits       | 3 987        | 100,00       |
| Abstention     | Abstention         | Abstention     | 1 132        | 28,39        |
| Votants        | Votants            | Votants        | 2 855        | 71,61        |
| Blancs et nuls | Blancs et nuls     | Blancs et nuls | 169          | 5,92         |
| Exprimés       | Exprimés           | Exprimés       | 2 686        | 94,08        |

*sortant

### Canton de Murat
| Candidats      | Candidats         | Étiquette      | Premier tour | Premier tour |
| Candidats      | Candidats         | Étiquette      | Voix         | %            |
| -------------- | ----------------- | -------------- | ------------ | ------------ |
|                | Bernard Delcros*  | DVD            | 2 530        | 70,02        |
|                | Jean-Luc Boussuge | PS             | 915          | 25,33        |
|                | Brigitte Adamiak  | FN             | 168          | 4,65         |
|                |                   |                |              |              |
| Inscrits       | Inscrits          | Inscrits       | 5 376        | 100,00       |
| Abstention     | Abstention        | Abstention     | 1 573        | 29,26        |
| Votants        | Votants           | Votants        | 3 803        | 70,74        |
| Blancs et nuls | Blancs et nuls    | Blancs et nuls | 190          | 5,00         |
| Exprimés       | Exprimés          | Exprimés       | 3 613        | 95,00        |

*sortant

### Canton de Saint-Cernin
| Candidats      | Candidats        | Étiquette      | Premier tour | Premier tour |
| Candidats      | Candidats        | Étiquette      | Voix         | %            |
| -------------- | ---------------- | -------------- | ------------ | ------------ |
|                | Michel Lehours*  | DVG            | 898          | 59,04        |
|                | Annie Delserieys | DVD            | 551          | 36,23        |
|                | Claude Malroux   | PCF            | 47           | 3,09         |
|                | Patricia Delmas  | EXG            | 25           | 1,64         |
|                |                  |                |              |              |
| Inscrits       | Inscrits         | Inscrits       | 2 231        | 100,00       |
| Abstention     | Abstention       | Abstention     | 660          | 29,58        |
| Votants        | Votants          | Votants        | 1 571        | 70,42        |
| Blancs et nuls | Blancs et nuls   | Blancs et nuls | 50           | 3,18         |
| Exprimés       | Exprimés         | Exprimés       | 1 521        | 96,82        |

*sortant

### Canton de Saint-Flour-Nord
| Candidats      | Candidats                | Étiquette      | Premier tour | Premier tour |
| Candidats      | Candidats                | Étiquette      | Voix         | %            |
| -------------- | ------------------------ | -------------- | ------------ | ------------ |
|                | Henri Barthélemy*        | UMP            | 2 022        | 55,04        |
|                | Jean-Baptiste Meyroneinc | PS             | 1 096        | 29,83        |
|                | Maryline Meyrial         | FN             | 322          | 8,76         |
|                | Franàois Delpeuch        | DVG            | 234          | 6,37         |
|                |                          |                |              |              |
| Inscrits       | Inscrits                 | Inscrits       | 5 945        | 100,00       |
| Abstention     | Abstention               | Abstention     | 1 943        | 32,68        |
| Votants        | Votants                  | Votants        | 4 002        | 67,32        |
| Blancs et nuls | Blancs et nuls           | Blancs et nuls | 328          | 8,20         |
| Exprimés       | Exprimés                 | Exprimés       | 3 674        | 91,80        |

*sortant

### Canton de Saint-Flour-Sud
| Candidats      | Candidats         | Étiquette      | Premier tour | Premier tour |
| Candidats      | Candidats         | Étiquette      | Voix         | %            |
| -------------- | ----------------- | -------------- | ------------ | ------------ |
|                | Pierre Jarlier*   | UMP            | 3 074        | 74,32        |
|                | Franck Vandeputte | PCF            | 706          | 17,07        |
|                | David Paquier     | FN             | 356          | 8,61         |
|                |                   |                |              |              |
| Inscrits       | Inscrits          | Inscrits       | 6 679        | 100,00       |
| Abstention     | Abstention        | Abstention     | 2 156        | 32,28        |
| Votants        | Votants           | Votants        | 4 523        | 67,72        |
| Blancs et nuls | Blancs et nuls    | Blancs et nuls | 387          | 8,56         |
| Exprimés       | Exprimés          | Exprimés       | 4 136        | 91,44        |

*sortant

### Canton de Saint-Mamet-la-Salvetat
| Candidats      | Candidats        | Étiquette      | Premier tour | Premier tour |
| Candidats      | Candidats        | Étiquette      | Voix         | %            |
| -------------- | ---------------- | -------------- | ------------ | ------------ |
|                | Michel Lafon*    | DVD            | 1 992        | 59,22        |
|                | Christian Montin | DVG            | 1 238        | 36,80        |
|                | Jeanne Meyniel   | FN             | 134          | 3,98         |
|                |                  |                |              |              |
| Inscrits       | Inscrits         | Inscrits       | 4 703        | 100,00       |
| Abstention     | Abstention       | Abstention     | 1 194        | 25,39        |
| Votants        | Votants          | Votants        | 3 509        | 74,61        |
| Blancs et nuls | Blancs et nuls   | Blancs et nuls | 145          | 4,13         |
| Exprimés       | Exprimés         | Exprimés       | 3 364        | 95,87        |

*sortant

### Canton de Salers
| Candidats      | Candidats                   | Étiquette      | Premier tour | Premier tour |
| Candidats      | Candidats                   | Étiquette      | Voix         | %            |
| -------------- | --------------------------- | -------------- | ------------ | ------------ |
|                | Bruno Faure                 | DVD            | 1 251        | 56,71        |
|                | Michelle Célarier-Descoeur* | UMP            | 495          | 22,44        |
|                | Albert Pelmoine             | PCF            | 192          | 8,70         |
|                | Jean-Pierre Lagane          | SE             | 154          | 6,98         |
|                | Christian Chauvet           | DVD            | 69           | 3,13         |
|                | Pascal Boudon               | FN             | 45           | 2,04         |
|                |                             |                |              |              |
| Inscrits       | Inscrits                    | Inscrits       | 3 344        | 100,00       |
| Abstention     | Abstention                  | Abstention     | 1 054        | 31,52        |
| Votants        | Votants                     | Votants        | 2 290        | 68,48        |
| Blancs et nuls | Blancs et nuls              | Blancs et nuls | 84           | 3,67         |
| Exprimés       | Exprimés                    | Exprimés       | 2 206        | 96,33        |

*sortant